# Leonid Łakierbaja
Leonid Łakierbaja (ab. Леонид Лакербаиа, ur. 1947) – abchaski polityk, minister spraw zagranicznych w latach 1995–1996, wicepremier Abchazji od 24 lutego 2005 do 27 września 2011, pełniący obowiązki premiera Abchazji od 11 listopada 2009 do 13 lutego 2010. Premier Abchazji od 27 września 2011 do 2 czerwca 2014.

## Życiorys
Leonid Łakierbaja urodził się w 1947. W 1975 ukończył studia w Instytucie Transportu Samochodowego w Moskwie. W latach 1975–1985 pracował w abchaskiej fabryce samochodów, a następnie od 1985 do 1991 był dyrektorem w eksperymentalnym zakładzie produkcji żywności.
Po 1991 zaangażował się w działalność abchaskiego ruchu separatystycznego. Dwukrotnie (w latach 1991–1996 oraz 2000–2002) zasiadał w abchaskim parlamencie. W latach 1992–1995 zajmował stanowisko wicepremiera Abchazji. Od 29 czerwca 1995 do 31 lipca 1996 pełnił funkcję ministra spraw zagranicznych Abchazji. W 1999 został nominowany do udziału w wyborach prezydenckich, jednak jego kandydatura nie została zarejestrowana przez Centralną Komisję Wyborczą. W 2001 stanął na czele ruchu Aitaira. 24 kwietnia 2005 objął stanowisko wicepremiera w rządzie Aleksandra Ankwaba. Utrzymał je również w rządzie Siergieja Szamby, aż do 27 września 2011.
11 listopada 2009 Łakierbaja objął obowiązki premiera Abchazji po tym, jak premier Ankwab został nominowany przez prezydenta Siergieja Bagapsza jako jego kandydat na stanowisko wiceprezydenta w wyborach prezydenckich w grudniu 2009. 13 lutego 2010 nowym premierem Abchazji został mianowany Siergiej Szamba.
Po wyborach prezydenckich z sierpnia 2011, przeprowadzonych po śmierci Siergieja Bagapsza, nowo wybrany prezydent Aleksander Ankwab mianował go 27 września 2011 na stanowisko premiera Abchazji.